# Rolf-Heinz Höppner
Pour les articles homonymes, voir Hoppner.
Rolf-Heinz Höppner est un SS-Obersturmbannführer du Reichssicherheitshauptamt (RSHA), né le 24 février 1910 à Siegmar-Schönau (de) dans la Saxe et mort en 1998.

## Biographie
Le 16 juillet 1941, Rolf-Heinz Höppner, alors SS-Sturmbannführer  de l'état-major du chef supérieur de la SS et de la police dans le Warthegau écrit à Adolf Eichmann :

« Au cours de discussions [...] diverses administrations ont abordé la solution de la question juive dans la région. On propose la solution suivante :

1. Tous les Juifs du Warthegau sont rassemblés dans un camp de 300 000 personnes qui sera construit le plus près de la grande ligne ferroviaire charbonnière (Gdynia - Silésie) [...].
2. Dans ce camp sont rassemblés tous les Juifs du Warthegau. Ceux qui sont aptes au travail pourraient être affectés à des commandos de travail et détachés du camp.
3. Selon le SS-Brigadeführer Albert, un camp de ce genre pourrait être gardé avec beaucoup moins de forces de police qu'actuellement. De plus le danger d'épidémie qui menace la population voisine des ghettos de Litzmannstadt (Łódź) et d'autres lieux serait réduit au minimum.
4. Les Juifs courent le risque, cet hiver, de ne pouvoir être tous nourris. Il y a lieu de considérer sérieusement si la solution la plus humaine ne serait pas de liquider les Juifs inaptes au travail par un moyen quelconque à action rapide. En tout cas, ce serait plus agréable que de les laisser mourir de faim.
5. On a proposé de stériliser dans ce camp toutes les Juives en état de procréer de façon que le problème juif soit totalement liquidé avec cette génération.[...] »

— Rolf-Heinz Höppner.